# In Bed with Madonna
In Bed with Madonna (OT: Madonna: Truth or Dare, dt. Alternativtitel: Im Bett mit Madonna) ist ein Dokumentarfilm von Madonna, der während ihrer Blond Ambition World Tour (April bis August 1990) gedreht wurde. Der Film wurde von Miramax, Propaganda Films und Boy Toys produziert und in Amerika von Lionsgate vertrieben. Außerhalb Amerikas waren für den Verleih Metro-Goldwyn Mayer und Dino de Laurentiis Communications verantwortlich. Der Film spielte 29 Millionen US-Dollar ein. Regie führten Alek Keshishian und Mark Aldo Miceli. Auf dem Cannes Film Festival 1991 wurde In Bed with Madonna außerhalb des Wettbewerbs aufgeführt. Die Backstage-Szenen sind in Anlehnung an das cinéma vérité in Schwarz-weiß gehalten, während die Bühnenperformances farbig sind.

## Inhalt
Der Film begleitet Madonna mit ihrem Team bei der Blond Ambition World Tour durch die ganze Welt. Das Intro des Films zeigt Madonna, die über die Tour und sich selbst spricht. Auch ihr Team und ihre Fans werden gezeigt.
Dabei wird ein Konzert im April des Jahres 1990 bei heftigen Regenfällen in Japan präsentiert. Die Tänzer und Tänzerinnen der Show erleben Zustände wie bei einem Blizzard und müssen mit Kälte und Nässe zurechtkommen.
Auf dem Rückflug nach Amerika stellt Madonna fest, dass sie für ihr Team wie eine Mutter ist. Sie trifft einige Familienmitglieder der Tänzer. Gezeigt wird allem voran, wie Oliver seinen Vater wiedersieht. Während eines Konzerts in Los Angeles gibt es einige Tonprobleme. Ihr Manager Freddy DeMann wird deshalb von ihr angeschrien. Im Hintergrund ist ihr damaliger Freund Warren Beatty zu sehen, der über die ganze Situation nur lächeln kann.
Bei einer kleinen Backstage-Party sind weitere Stars aus Dick Tracy zu sehen, wie Al Pacino, Mandy Patinkin und Olivia Newton-John. Auch Kevin Costner wird durch einen kleinen Gag von Madonna auf den Arm genommen.
Am 29. Mai 1990 tritt Madonna in Toronto auf und wird aufgrund ihres unzüchtigen Verhaltens in der Öffentlichkeit festgenommen. Sie hat trotz vorheriger Warnung eine Masturbation simuliert. Am nächsten Tag ist sie wieder auf freiem Fuß.
In Detroit bringt Madonna während eines Konzerts ihrem Vater einen Geburtstagsständchen und feiert anschließend mit ihm und seiner Gattin. Wenig später besucht sie zum ersten Mal seit vielen Jahren das Grab ihrer Mutter und verspricht ihr, sich zu bemühen. Auch spricht sie mit ihrem älteren Bruder über sein Alkoholproblem. Aufgrund der ständigen Präsenz der Kamera gibt es zwischen ihrem Freund Warren Beatty und ihr viele Probleme. Die Beziehung zerbricht im Laufe des Films.
In New York City sieht man, wie Madonna ein AIDS-Benefiz-Konzert gibt und versucht, die Menschen durch ihr Engagement in ihren Bann zu ziehen. Ihr guter Freund Keith Haring ist ebenfalls an AIDS gestorben. In der Presse wird berichtet, dass sich Madonna mit einem Tänzer eingelassen hat. Dies schafft einige Probleme.
In Europa besuchen sie einen Chanel-Laden in Paris und amüsieren sich beim Geburtstag ihrer Assistentin Melissa. Schließlich singt sie das Lied Like a Virgin, das von den Regisseuren wie das Musikvideo zusammengeschnitten wurde. Wenig später ist ihre Stimme weg, und Madonna kann nicht sprechen; ihre Assistentin kümmert sich solange um sie. Nachdem es ihr wieder besser geht, kümmert sie sich wieder um ihr Team und trifft Antonio Banderas. Nach einigen weiteren Details ihrer Tournee und einigen weiteren Blicken hinter die Kulissen verabschiedet sich der Film mit dem Lied Keep It Together.

## Produktion
Die Idee zum Film stammt von Madonna selbst, als sie auf Alek Keshishian traf. Dieser ließ ihre Tournee von Kameras begleiten und arrangierte die Szenen so, dass ein Dokumentarfilm mit Schwarzweiß-Szenen während ihres Alltags und Farbszenen während ihrer Bühnenauftritte gedreht wurde.
Der Film wurde von Alek Keshishian und Mark Aldo Miceli teilweise in Farbe und teilweise in Schwarzweiß gedreht. Madonna dokumentiert ihre Tournee mittels der Voice-Over-Synchronisation. Hinter der Kamera standen unter anderem: Christophe Lanzeburg, Robert Leacock, Doug Nichol, Dan Pearl, Toby Phillips und Marc Reshovsky.
Der Film sollte den Titel Truth or Dare? (dt.: „Wahrheit oder Pflicht“) bekommen, da dieses Spiel während einer der Szenen gespielt wird. Unter diesem Namen wurde der Film in Amerika veröffentlicht. In Europa hingegen bekam der Film den Namen In Bed with Madonna, weil sie des Öfteren im Bett zu sehen ist.
Vor jedem Auftritt ist zu sehen, wie Madonna mit ihrem Team ein kleines Gebet spricht. Auf MTV wurden Liveausschnitte der Lieder Like a Virgin und Holiday gesendet, um für den Film zu werben. Im Film selbst treten folgende Gaststars auf: Al Pacino, Mandy Patinkin, Olivia Newton-John, Antonio Banderas, Sandra Bernhard, Kevin Costner und Warren Beatty.

## Parodien
Madonna parodierte sich und den Film in der Fernsehsendung Saturday Night Live. Im Film Wayne’s World gibt es eine Szene, in der auf den Film angespielt wird. Hier träumen die Protagonisten Wayne und Garth davon, in einem Hotelzimmer eine Nacht mit Madonna zu verbringen. Der Film Medusa: Dare to Be Truthful aus dem Jahr 1992 ist eine Parodie auf die komplette Handlung von In Bed with Madonna.